# Type 41 (locomotief)
De type 41 is een Belgische stoomlocomotief gebouwd begin de twintigste eeuw, vanaf 1905 tot in 1914. In totaal zijn er 307 exemplaren van deze locomotief gebouwd. In die periode was het gebruikelijk om een dergelijke bestelling te spreiden over verschillende fabrikanten, wat ook voor deze serie het geval is. De locomotief werd ingezet voor zowel lokale reizigerstreinen als goederentreinen. Er is één exemplaar bewaard van deze reeks bij het Stoomcentrum Maldegem met als nummer 41.195. De locomotief staat op de lijst van topstukken Vlaams erfgoed omdat het de enige bewaarde in Vlaanderen gebouwde stoomlocomotief is van de NMBS.
De 41-reeks speelde een belangrijke rol tijdens de transporten van artillerie en manschappen naar het IJzerfront tijdens de Eerste Wereldoorlog.

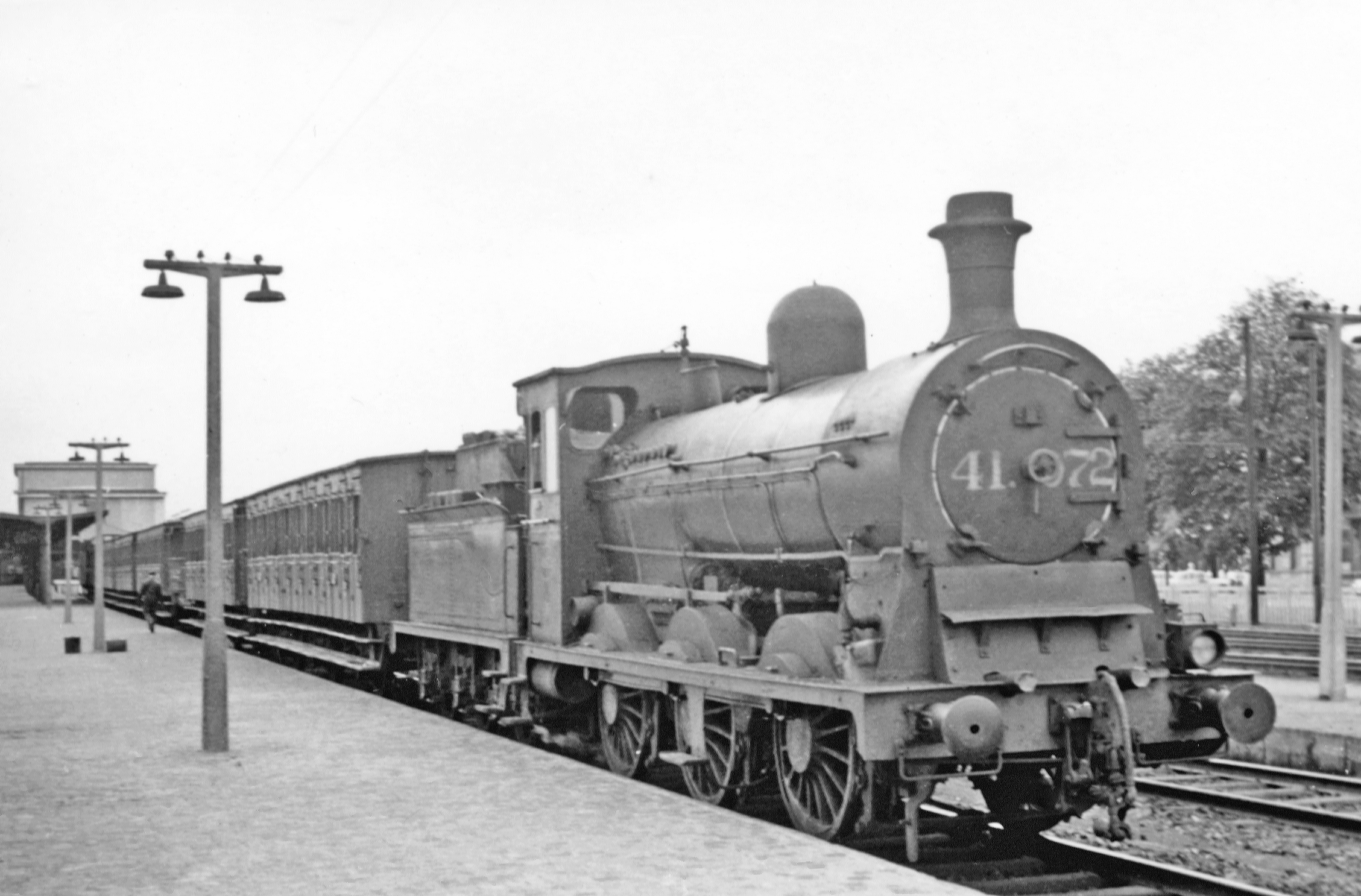
Type 41 met reizigerstrein in Bergen (1957)
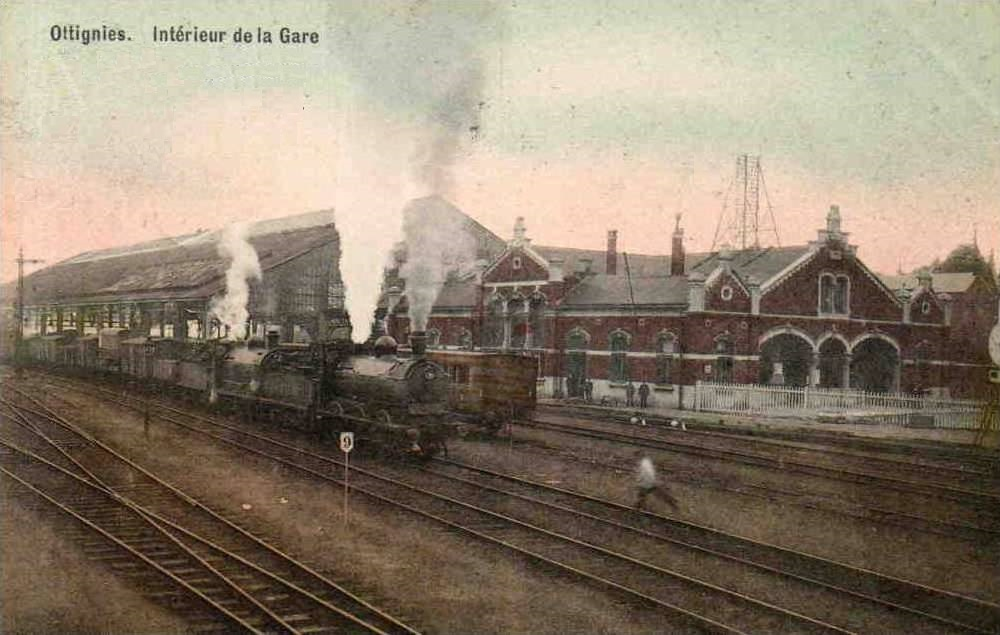
Type 41 met goederentrein in Ottignies (1910)